# Захарченко, Василий Петрович
Васи́лий Петро́вич Заха́рченко (1924—1943) — сержант Рабоче-крестьянской Красной Армии, участник Великой Отечественной войны, Герой Советского Союза (1943).

## Биография
Василий Захарченко родился в 1924 году на хуторе Крутец (ныне — Каменский район Воронежской области). Получил среднее образование. В сентябре 1942 года Захарченко был призван на службу в Рабоче-крестьянскую Красную Армию. С сентября 1943 года — на фронтах Великой Отечественной войны. К сентябрю 1943 года сержант Василий Захарченко командовал пулемётным расчётом 722-го стрелкового полка 206-й стрелковой дивизии 47-й армии Воронежского фронта. Отличился во время битвы за Днепр.
25 сентября 1943 года Захарченко переправился через Днепр в районе города Канева Черкасской области Украинской ССР и захватил плацдарм на его западном берегу. Противник предпринял несколько ожесточённых контратак, но все они были успешно отражены. 12 октября 1943 года Захарченко погиб в бою за расширение плацдарма. Похоронен в селе Бучак Каневского района Черкасской области Украины.
Указом Президиума Верховного Совета СССР от 25 октября 1943 года за «образцовое выполнение боевых заданий командования на фронте борьбы с немецкими захватчиками и проявленные при этом мужество и героизм» сержант Василий Захарченко посмертно был удостоен высокого звания Героя Советского Союза. Также был награждён орденом Ленина.
Бюст Захарченко установлен на его родине.